# Gorchincholi, Bhalki
Gorchincholi là một làng thuộc tehsil Bhalki, huyện Bidar, bang Karnataka, Ấn Độ.